# Moi-même, portrait-paysage
Moi-même, portrait-paysage est un autoportrait du peintre Henri Rousseau, dit le Douanier Rousseau, réalisé en 1890 au début de sa carrière (il a alors 46 ans) et exposé lors du salon des Indépendants la même année.

## Description, interprétation
L'auteur parle de « portrait-paysage », titre prétendant à la neutralité entre deux genres généralement bien distincts dans l'histoire de la peinture : ici, entre portrait et paysage, aucun ne l'emporte.
Le peintre se représente en pied, le visage sévère, vêtu de noir, arborant des favoris et une barbe soigneusement taillée. À la boutonnière, il porte l'insigne des palmes académiques, décoration usurpée puisqu’elles ne lui ont en réalité jamais été attribuées (Rousseau ayant profité de la nomination d'un homonyme).
Le personnage porte les attributs classiques de l'artiste-peintre : béret, palette et pinceau. Sur la palette, on peut lire en lettre d'or les prénoms « Clémence » (prénom de sa première femme, Clémence Boitard) et « Joséphine » (prénom de sa seconde femme, Joséphine Noury), qui semble avoir été écrit à la place d'une autre inscription effacée au préalable (« Pour ne pas les oublier »). On trouve donc dans ces aspects de la toile des éléments de la vie privée du peintre.
Mais Rousseau s'y présente également comme un homme public, s'insérant dans la réalité de son époque. Dans ce paysage urbain imaginaire et idéalisé, apparaissent des éléments de la modernité contemporaine : un pont métallique (ressemblant au pont du Carrousel, aujourd'hui détruit), dans les airs la silhouette d'une montgolfière, et au fond la toute récente tour Eiffel (1889), à peine perceptible derrière le mât du bateau dont les fanions multicolores viennent animer la toile,.
En haut à gauche du tableau on aperçoit un soleil rougissant derrière un nuage, élément directement inspiré du tableau de Jean-Léon Gérôme Les deux majestés (1884).

## Postérité
Le tableau fait partie des « 105 œuvres décisives de la peinture occidentale » constituant le musée imaginaire de Michel Butor.